# Classe Hiyō
La classe Hiyō (飛鷹型航空母艦, Hiyō-gata kōkūbokan) est une classe de porte-avions construits pour la marine impériale japonaise durant la Seconde Guerre mondiale. Deux navires sont construits, le Hiyō et le Jun'yō.

## Conception
Conçus à l'origine pour être des paquebots de luxe, l'Izumo Maru et le Kashiwara Maru sont acquis par la marine impériale japonaise durant leur construction en 1941, en échange d'un financement à hauteur de 60 %.

## Navires de la classe
| Nom           | Quille           | Lancement    | Armement        | Chantier naval                             | Fin de carrière                                                    | Photo |
| ------------- | ---------------- | ------------ | --------------- | ------------------------------------------ | ------------------------------------------------------------------ | ----- |
| Hiyō (飛鷹)   | 20 novembre 1939 | 24 juin 1941 | 31 juillet 1942 | Kawasaki Heavy Industries Kobe Japon       | coulé le 21 juin 1944 durant la bataille de la mer des Philippines |       |
| Jun'yō (隼鷹) | 3 mars 1939      | 26 juin 1941 | 3 mai 1942      | Mitsubishi Heavy Industries Nagasaki Japon | démoli en 1946 - 1947                                              |       |

## Histoire
Les deux navires participent à la bataille de Guadalcanal fin 1942. Le Hiyō est torpillé en juin de l'année suivante, le Jun'yō en novembre. Lors de la bataille de la mer des Philippines mi-1944, le premier est coulé par une torpille lancée par un Avenger de l'USS Belleau Wood, alors que le second est sévèrement endommagé par des bombes. En manque d'avions, la marine impériale japonaise l'utilise alors comme navire de transport avant qu'il ne soit torpillé par trois sous-marins américains le 9 décembre 1944. Malgré les dégâts, le Jun'yō regagne Sasebo le 18, et des réparations commencent. Elles sont stoppées en mars 1945 par manque de moyens, et le navire sera capturé par les Américains puis démoli en 1946  - 1947.